# Stuart Jones (football)
Pour les articles homonymes, voir Stuart Jones et Jones.
Stuart Jones (né le 14 mars 1984 à Aberystwyth) est un footballeur gallois. Il joue pour le club de Bala Town FC qui évolue en Welsh Premier League.

## Biographie
Né à Aberystwyth, dans le Ceredigion, Stuart Jones suit sa formation de football à l'académie de Swansea City. En 2002, il est intégré à l'équipe première du club et joue son premier match (Stevenage-Swansea) le 22 octobre 2002. Peinant à devenir titulaire, il quitte Swansea pour Llanelli AFC en juin 2005.

## Palmarès
Llanelli AFC
- Championnat du pays de Galles
  - Champion : 2008
- Coupe du pays de Galles
  - Vainqueur : 2011
- Coupe de la Ligue du pays de Galles
  - Vainqueur : 2008

Bala Town FC
- Coupe du pays de Galles
  - Vainqueur : 2017